# 트와이닝스

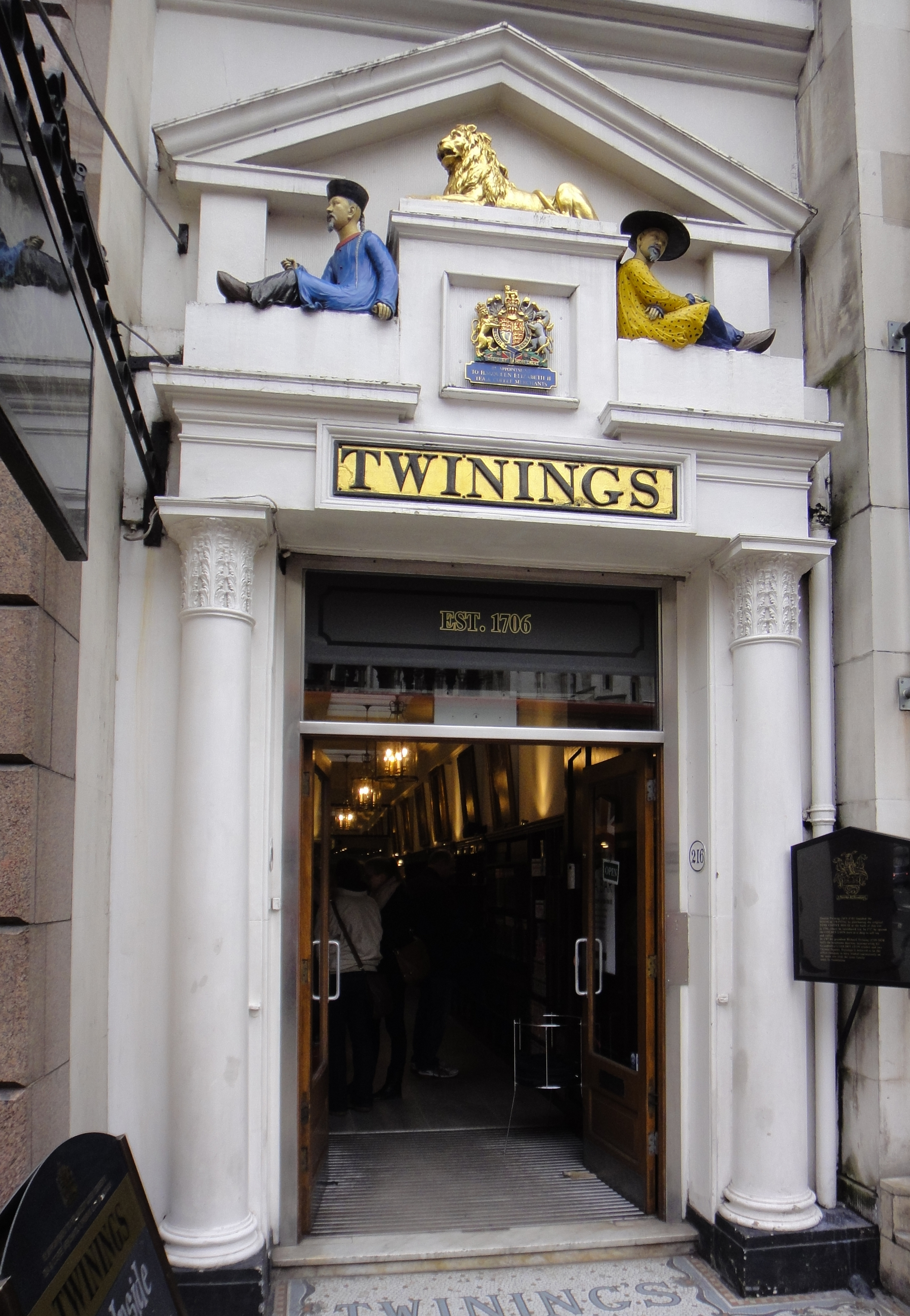

트와이닝스(Twinings)는 영국 앤도버에 위치한 차(茶) 제조사이다.
토마스 트와이닝는 1706년에 최초로 티 룸을 열었는데, 그 티 룸은 아직도 런던 스트랜드 216번지에 남아 있다. 1964년에 어소시에이티드 브리티시 푸즈사에 인수된 후, 샘 트와이닝스가 회사를 10대째 경영하고 있다. 2006년은 회사 창립 300주년으로 특별 기념 차와 차 캐디(깡통)를 출시했다.
트와이닝스는 정산소종, 잉글리시 브렉퍼스트, 레이디 그레이, 다르질링 홍차 등의 홍차를 전문적으로 공급한다. 트와이닝스에서 최초로 얼 그레이를 제조했다고 일반적으로 전해지고 있지만, 경쟁사인 잭슨스 오브 피카딜리와는 그 사실을 두고 분쟁이 있다.
이 회사는 윤리와 공정 거래를 표방한 회사 정책으로도 널리 알려져 있다.

## 같이 보기
- 립톤
- 피지팁스
- 차 (음료)